# Saipa Tiba
Saipa Tiba (газель) —  автомобіль в кузові седан іранської компанії Saipa, що виготовляється з 2009 року. Автомобіль спочатку називався Saipa Miniator, заснований на застарілій платформі "S81".
В березні 2012 року в Ірані представлений хетчбек Saipa Tiba 211, в цьому ж році розпочалися поставки автомобілів Tiba в Україну, але вони не користувалися попитом через неконкурентоспроможність.

## Будова автомобіля

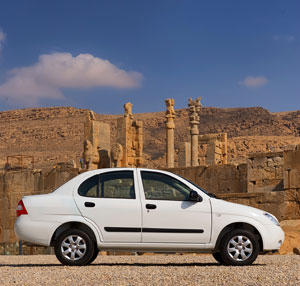
седан

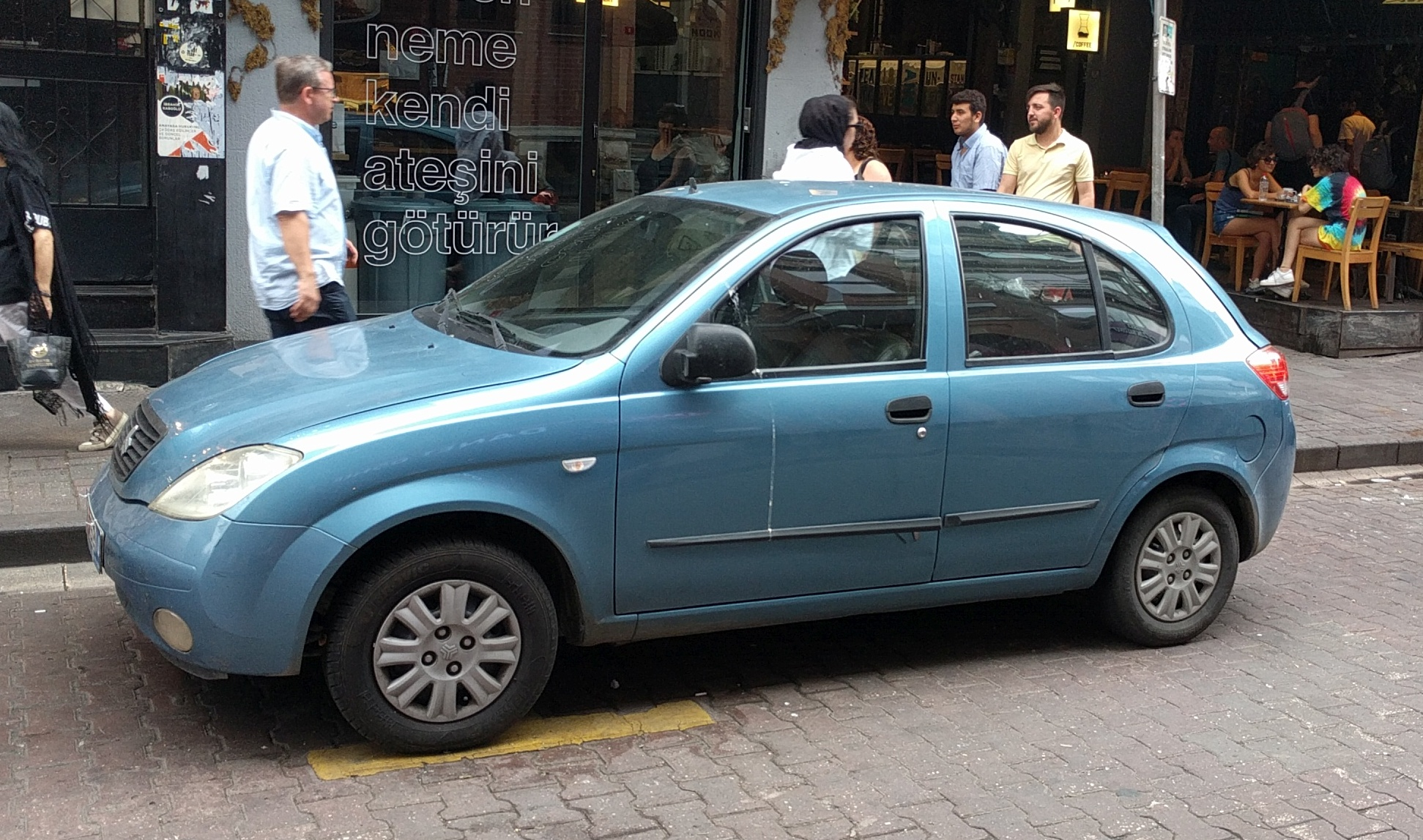
хетчбек

### Двигун
| Двигун     | Об'єм    | Потужність             | Крутний момент        | Норми викидів |
| ---------- | -------- | ---------------------- | --------------------- | ------------- |
| 1,5 л SOHC | 1497 см3 | 80 к.с. при 5300 об/хв | 128 Нм при 3500 об/хв | Євро-4        |

### Трансмісія
Автомобіль комплектується тільки 5-ст. механічною коробкою передач.

### Підвіска
Передня: незалежна Мак-Ферсон зі стабілізатором, задня: торсіонна балка з пружинами. Колеса 175/70R13.

### Гальмівна система
Гальмівна пропонується з ABS. Передні гальма: дискові, вентильовані, задні: барабанні.